# Wallace Wade Stadium
O Wallace Wade Stadium é um estádio localizado em Durham, Carolina do Norte, Estados Unidos, possui capacidade total para 40.004 pessoas, é a casa do time de futebol americano universitário Duke Blue Devils football da Universidade Duke. O estádio foi inaugurado em 1928.